# Ranunculus oligophyllus
Ranunculus oligophyllus är en ranunkelväxtart som beskrevs av Pissjaukova. Ranunculus oligophyllus ingår i släktet ranunkler, och familjen ranunkelväxter. Inga underarter finns listade i Catalogue of Life.